# Auda ibu Tayi

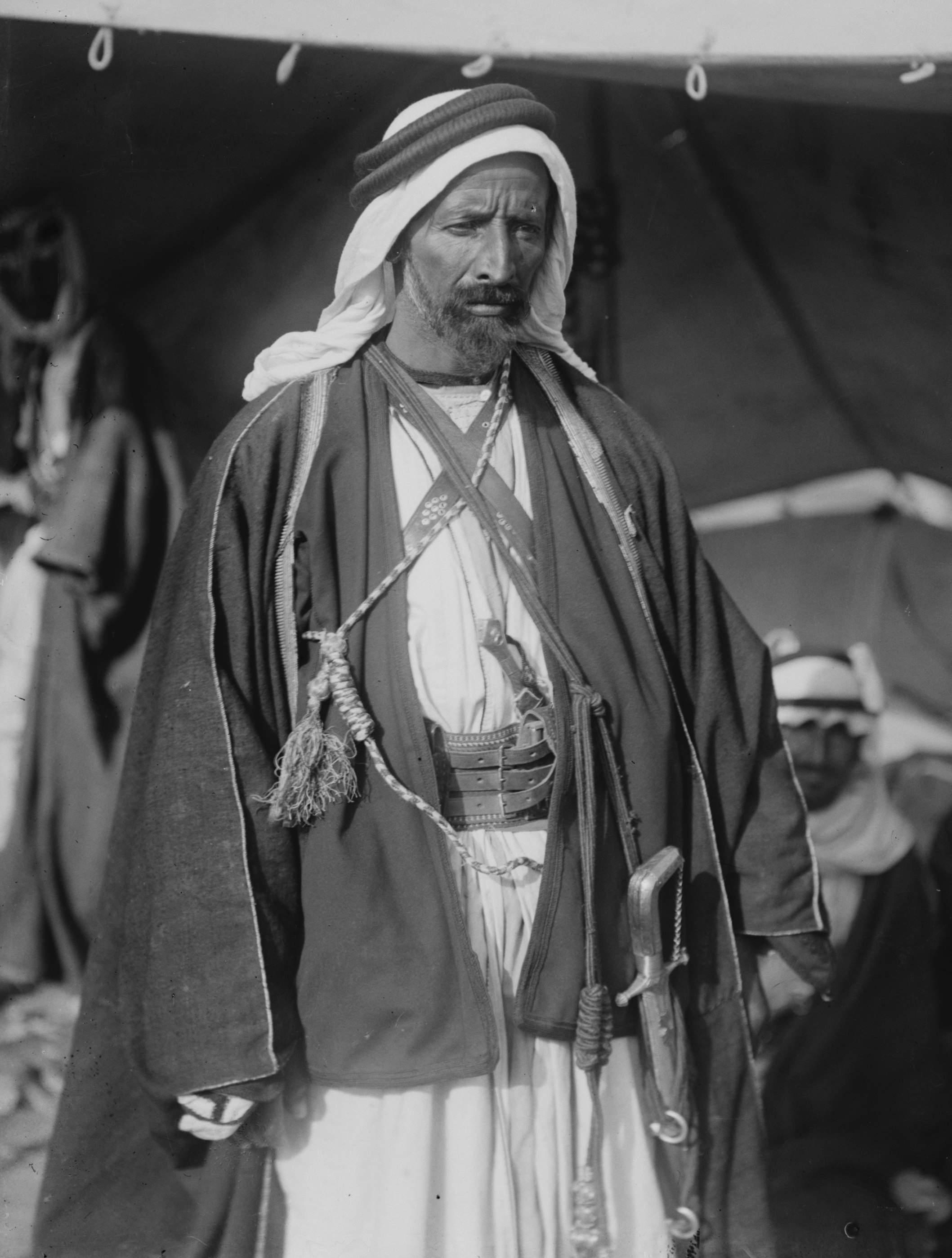
Fotografia de Auda abu Tayi, provavelmente tirada por G. Eric Matson (1888–1977). Tabuk, Hejaz 1921

Auda ibu Tayi ou Auda Abu Tayeh ou Awda Abu Tayih (11 de janeiro de 1874 – 27 de dezembro de 1924) foi o líder (shaikh) de uma seção da tribo Howeitat ou Huwaytat de árabes beduínos na época da Grande Revolta Árabe durante a Primeira Guerra Mundial. Os Howeitats viviam no que hoje é a Arábia Saudita.
Auda foi uma figura significativa na Revolta Árabe; fora da Arábia, ele é conhecido principalmente por sua interpretação no relato do coronel britânico T. E. Lawrence, Seven Pillars of Wisdom, e pela representação parcialmente ficcional dele no filme Lawrence da Arábia, de David Lean.

## A Revolta Árabe
Seu apoio e assistência foram vitais para a revolta árabe. Auda tinha sido inicialmente ligado ao Império Otomano, mas mudou a lealdade para Lawrence e Faisal bin Al Hussein. Com os incentivos de expulsar os turcos da Arábia, e a atração de ouro e butim, Auda juntou-se à revolta árabe, tornando-se um fervoroso defensor do movimento de independência árabe (aparentemente indo tão longe a ponto de esmagar seus dentes falsos turcos com um martelo para demonstrar seu patriotismo). Ele foi repetidamente abordado pelos turcos com mais incentivos financeiros se ele mudasse para o lado deles, mas ele se recusou a voltar atrás em sua palavra. Ele era um patriota árabe e cavalgaria com Lawrence. Ele e seus membros da tribo foram fundamentais na queda de Aqaba (julho de 1917) e Damasco (outubro de 1918).

## Anos pós-guerra
Após o colapso do governo árabe em Damasco, Auda retirou-se para o deserto, construindo um palácio moderno em Al-Jafr, a leste de Ma'an, com trabalho escravo, turco, de capturados. Antes de ser concluído, no entanto, ele morreu em 1924 de causas naturais; ele está enterrado em Ras al-Ain, Amã, Jordânia.
Teve um filho Mohammed, que morreu em 1987 e treze netos que vivem todos na Jordânia.

## Lawrence com Auda
Quando Lawrence compareceu ao acampamento do príncipe Faisal em Wejd, ele chegou no final de 16 de fevereiro de 1916, invadindo a sala de conferências.
"Auda estava vestido com muita simplicidade, à moda do norte, em algodão branco com um lenço vermelho de Mossul. Ele poderia ter mais de cinquenta anos, e seu cabelo preto estava com mechas brancas; mas ele ainda era forte e reto, de constituição frouxa, magro e tão ativo quanto um homem muito mais jovem. Seu rosto era magnífico em suas linhas e cavidades [...] Ele tinha grandes olhos eloquentes, como veludo preto em riqueza. Sua testa era baixa e larga, seu nariz muito alto e pontiagudo, poderosamente adunco: sua boca bastante grande e móvel: sua barba e bigode foram aparados até um ponto no estilo Howeitat, com o maxilar inferior raspado por baixo." 
"Sua hospitalidade era abrangente, inconveniente exceto para as almas famintas. Sua generosidade o mantinha sempre pobre, apesar dos lucros de uma centena de invasões. Ele havia se casado vinte e oito vezes, havia sido ferido treze vezes, e nas batalhas que provocava tinha visto todos os seus membros da tribo feridos, e a maioria de seus parentes mortos. Ele próprio havia matado setenta e cinco homens, árabes, por suas próprias mãos em batalha: e nunca um homem, exceto em batalha. Do número de turcos mortos, ele não podia dar conta: eles não entraram no registro. Sua Toweiha sob ele havia se tornado os primeiros lutadores do deserto, com uma tradição de coragem desesperada, e um sentimento de superioridade que nunca os deixou enquanto havia vida e trabalho a fazer [...] mas que os reduzira de mil e duzentos homens para menos de quinhentos, em trinta anos.” 